# Scripofilia
La scripofilia (dall'inglese scrip che indica un diritto di proprietà e dal greco philos che significa amore) è lo studio e il collezionismo delle documentazioni finanziarie originali d'epoca in particolare dei certificati azionari e obbligazionari. Nella scripoflia si studiano e collezionano documenti dal valore storico e artistico. Molte azioni e obbligazioni, oltre al valore intrinseco della storia di molte società, portano con loro disegni e incisioni di importanti artisti dell'epoca.

## Storia
La scripofilia come forma di collezionismo ha le sue origini negli anni '70 del secolo scorso. Attualmente sono migliaia i collezionisti (scripofili) mondiali in ricerca di rari e particolari documenti azionari e obbligazionari. Molti collezionisti considerano questa pratica un hobby, altri una forma di investimento.
Si narra che già alla fine dell'800 un tale di nome Eseltine collezionasse e vendesse a Manhattan i bond che avevano finanziato pochi decenni prima la Guerra di secessione americana (Confederate States Bonds); per questo motivo si potrebbero datare i prodromi della scripofilia alla fine dell'800.
Anche le motivazioni sulla scelta del documento sono differenti, alcuni considerano il valore intrinseco nel certificato, altri preferiscono documenti con grafiche particolari e ricercate. Rilevante è anche la firma che alcuni certificati riportano, collezionisti di autografi sono interessati a documenti con la firma di importanti imprenditori. All'inizio del 2000 un certificato della Standard Oil Company, emesso nel 1870 e recante una doppia firma di John D. Rockefeller è stato aggiudicato ad una cifra superiore ai 120.000$; si è trattato, in questo caso, del più alto prezzo mai pagato per un singolo documento finanziario originale d'epoca.
La scripofilia è quindi parte della storia finanziaria. Milioni di aziende che negli anni hanno avuto necessità di liquidità hanno emesso certificati azionari e obbligazionari. Non sono state però solo queste le forme dei certificati emessi, negli anni si sono susseguiti documenti con differenti varianti, come ad esempio le azioni ordinarie, al portatore o in altra forma. 
Ogni certificato è quindi un pezzo di storia dell'azienda, del suo business e ne racconta i grandi successi o i rapidi declini.
Per un collezionista sono importanti differenti particolari dei certificati, come ad esempio: colore, carta, firma/e, data, timbri, cancellazioni, bordi, immagini, disegni, stampe, nome dell'azienda, nome dello stampatore, ecc.
Molti certificati di aziende fallite hanno ritrovato il loro valore solamente con la nascita di questa forma di collezionismo. Il boom minerario degli anni 1850, la costruzione delle ferrovie negli anni 1830, i giacimenti petroliferi del decennio 1870, il telegrafo (fine '800), l'industria automobilista dei primi del '900, l'aviazione (intorno al 1910), l'energia idroelettrica degli anni '30, la nascita dell'aviazione di linea dei primi anni '70, i primi cellulari (1980), le compagnie telefoniche degli anni '80 e '90, e più recentemente la nascita di internet.
L'interesse artistico non è di minore rilevanza, negli anni i certificati hanno visto grandi artistici impegnati nella loro realizzazione, come ad esempio quelli emessi all'inizio del Novecento dalla Paris-France Société Anonyme e che riportano splendide grafiche allegoriche opera dell'artista ceco Alphonse Maria Mucha, uno degli indiscussi maestri del cartellonismo pubblicitario di inizio Novecento.
La scripofilia contribuisce quindi, in modo determinante, a preservare le più interessanti testimonianze della storia della finanza d'impresa e dei mercati finanziari ma anche di vere e proprie opere d'arte e autografi in originale.
Attualmente la maggior parte delle azioni e obbligazioni vengono emesse elettronicamente, poche sono quelle ancora in formato cartaceo. Il mondo del collezionismo, grazie anche all'avvento di internet, ha subito un forte incremento grazie a piattaforme di e-commerce e portali di settore.

## Linee guida
Vi sono molti fattori che determinano il valore di un certificato, questi includono le condizioni, l'età, il significato storico, le firme, la rarità, la domanda, l'estetica, l'aziende emittente, il valore del certificato, i timbri, i trasferimenti, la tipologia, la carta, il metodo di stampaggio, lo stampatore, ecc.
- Condizioni - La scala utilizzata per questo tipo di certificati è la seguente:
  - Uncirculated - Appare come nuovo, senza segni o pieghe anomale, senza graffette, firma chiara e senza macchie
  - Extremely Fine - Lievi tracce di usura
  - Very Fine - Piccole tracce di usura
  - Fine - Sgualcito con evidenti segni di utilizzo e usura
  - Fair - Forti segni di utilizzo e usura
  - Poor - Alcuni danni con pesanti segni di usura e macchie

- Età - solitamente i documenti più antichi hanno maggiore valore ma non è sempre così.
- Significato storico - rilevanza che ha avuto l'azienda nella storia.
- Firme - se un personaggio famoso ha firmato il documento.
- Settori di raccolta - interesse specifico di appassionati di sport, finanza, automobili, industria mineraria, ferrovie, ecc.
- Proprietario del certificato - se il certificato è stato rilasciato a un personaggio famoso o ad un'azienda famosa.
- Rarità - se è difficile trovare questo certificato, numero di copie che sono state emesse e quante ne rimangono in circolazione.
- Domanda di acquisto - quante persone cercano il certificato.
- Estetica - se il certificato ha dei disegni o immagini di rilevanza artistica, come sono i bordi del certificato e di quale colore è il certificato.
- Tipo di azienda - tipo di azienda che ha rilasciato il certificato, se siste ancora o se è fallita.
- Valore facciale - valore del documento emesso.
- Banche associate al certificato - banche che hanno collaborato all'emissione del titolo.
- Timbri di trasferimento - se il documento ha timbri stampati o incollati.
- Timbro di cancellazione - se il documento è marcato come cancellato.
- Emesso o non emesso - se il certificato è stato emesso o è solo un prototipo ("specimen")
- Stampatore - chi ha stampato il certificato e se lo stampatore è famoso.
- Tipo di produzione - tecnica con cui è stato stampato.
- Carta - tipo di carta su cui è stato stampato.